# Saroba uniformis
Saroba uniformis är en fjärilsart som beskrevs av Candeze 1927. Saroba uniformis ingår i släktet Saroba och familjen nattflyn. Inga underarter finns listade.